# Predicador (historieta)
Predicador (en inglés, Preacher) es una serie de novelas gráficas creadas por el guionista Garth Ennis y el dibujante Steve Dillon con dibujo de cubiertas por parte de Glenn Fabry. Publicada en la línea Vertigo de DC comenzó su andadura en 1995.
La serie está compuesta por 75 números en total, con 66 números regulares, una serie limitada especial de 4 números sobre el Santo de los Asesinos y 5 números especiales dedicados a Cassidy, Caraculo, Starr, Jody y TC y Tulip y Jesse en su juventud. Actualmente se ha recopilado en 9 tomos. El último número de la serie regular (#66) se publicó en julio del año 2000 en Estados Unidos.

## Argumento
Predicador cuenta la historia de Jesse Custer, un predicador en el pequeño pueblo tejano de Annville. La historia comienza cuando Custer es poseído accidentalmente por una criatura sobrenatural llamada “Génesis”, un incidente que provocaría una explosión que acabó con toda la feligresía que estaba en esos momentos escuchando a su predicador y con la propia iglesia.
Génesis, producto de la prohibida unión entre ángel y demonio, es como un niño sin sentido de voluntad individual. Sin embargo, al estar compuesto por divinidad pura y maldad pura, podría tener poder suficiente como para rivalizar con el de Dios. En otras palabras, Jesse Custer, unido a Génesis, se convierte en el ser más poderoso de la Creación.
Custer, que tiene un alto sentido de lo que está bien y lo que está mal, emprende un viaje por todos los Estados Unidos tratando de encontrar a Dios (literalmente), el cual abandonó su lugar en el Cielo en el momento en que Génesis nació. También empezó a descubrir la verdad sobre sus nuevos poderes, que le permiten ordenar ser obedecido sin discusión por cualquiera que escuche su voz. A él se le unen su antigua novia, Tulip y el alcohólico vampiro irlandés Cassidy.
Durante el curso de su viaje, los tres se enfrentan a diversos enemigos y obstáculos, tanto sagrados como profanos, incluyendo al Santo de los Asesinos, un invencible y bien armado ángel de la muerte que responde exclusivamente a la autoridad de Dios; un asesino en serie; El Grial, una organización secreta que controla los más importantes gobiernos mundiales y protege el linaje de Jesucristo; Herr Starr, aparentemente Patriarca del Grial, un megalomaníaco con una obsesión por las prostitutas, que desea a Custer para sus propios fines; diferentes ángeles caídos; y la propia “familia” de Jesse – especialmente su abuela cajún, su poderoso guardaespaldas Jody, y el “amante de los animales” T.C.

## Temas e influencias
Predicador se centra en una manera narrativa de contar la historia y en una buena caracterización. Ha recibido numerosas alabanzas por su heterodoxo tratamiento de temas religiosos y sobrenaturales, su negro y frecuentemente violento humor y su amplia gama de alusiones a la cultura popular estadounidense.
En particular, Predicador se fundamenta en películas, fundamentalmente westerns, para muchos de sus elementos estilistas. Por ejemplo, la aparición de John Wayne como un personaje recurrente que sirve de guía espiritual o conciencia de Custer; Monument Valley y El Álamo sirven como trasfondo de diferentes partes de la historia; durante un tiempo, Jesse actúa como sheriff de un pequeño pueblo en Texas y debe proteger a los habitantes; la imagen del Santo de los Asesinos, un forajido reformado que se vuelve malvado otra vez en la línea de Clint Eastwood en la película Sin perdón, es un guiño a la noción clásica de los westerns de Némesis, rectitud, lo verdadero y lo terrible.
La serie también invoca la idea popularizada por libros como El enigma sagrado (Holy Blood, Holy Grail) y El Código da Vinci (el primero escrito antes de la novela gráfica y no se sabe si Ennis se inspiró en él, el segundo después de ser publicado Predicador). Al igual que estos dos trabajos, Ennis afirma que hay un linaje viable descendiente de Jesucristo y María Magdalena. Herr Starr revela a Cassidy que Jesús tuvo hijos, y que no murió en la cruz sino que vivió hasta una mediana edad, en la que fue asesinado por un desbocado carro de estiércol (por lo que vemos que el tema del linaje de Jesús es tratado de forma humorística). Después de su muerte, los caballeros del Grial cogieron a su descendencia, a los que obligaron a relacionarse entre ellos con el objetivo de que no se diluyera el poder de la sangre de Cristo. Durante 2.000 años se perpetuó estas interrelaciones familiares, dando como resultado una incestuosa familia que culminó con unos discapacitados descendientes de Jesús teniendo un niño, en cuyo nacimiento murió la madre, resultando así la última generación del linaje.
Al principio de la historia, contada en retrospectiva en el primer tomo de Predicador, Jesse Custer es un vicario de dudosa naturaleza, a punto de dirigirse a sus feligreses después de una noche de borrachera en la que les dijo lo que realmente pensaba de ellos, por lo que había bastantes feligreses hostiles entre los asistentes. Esta escena inicial es idéntica a la famosa abertura de Selma Lagerlöf en su novela La saga de Gösta Berling.
Adicionalmente, la serie examina el papel de la identidad americana y sus ideales en contraposición a la época moderna. Esto se extiende desde el nivel personal, donde los viejos ideales y actitudes del típico cow-boy colisionan con el feminismo, al nivel colectivo, donde las secuelas de la guerra de Vietnam, los excesos de las empresas y naturaleza cíclica de la violencia, entre otras cosas, son exploradas. El conflicto entre el liberalismo y el conservadurismo se examina también, como son la depresión, la represión, la sexualidad, la pornografía, el abuso de drogas, la falta de vivienda y la inmigración.
Una referencia simbólica es también Caraculo, un joven que intenta imitar el suicidio de Kurt Cobain disparándose con una escopeta. Sobrevive al intento de suicidio y, después de varias operaciones de cirugía facial, su rostro acaba asemejándose a un culo, de ahí su apelativo. (Más adelante en la historia, Caraculo acaba como estrella del rock y centro de las miradas de los censores. Al final, después de que su agente se lleve todo el dinero a las Islas Caimán, encuentra la felicidad en un pueblecito de Texas).
Al no ser ni Garth Ennis ni Steve Dillon americanos (son irlandés e inglés, respectivamente), sus observaciones sobre la idiosincrasia americana no se hacen desde un punto de vista nativo, sino exterior a los Estados Unidos.

## Adaptaciones
Durante muchos años, se especuló sobre la posibilidad de hacer una película de la serie, incluso existen en Internet diseños para el maquillaje de Caraculo (Arseface en inglés), en la que Samuel L. Jackson se ofreció para interpretar al Santo de los Asesinos.
En noviembre de 2006 la revista The Hollywood Reporter confirmó que HBO iba a realizar una serie con episodios de una hora de duración. En 2008, los nuevos ejecutivos de la cadena abandonaron la idea de crear una serie, explicando que encontraban la historia "estéticamente demasiado oscura y religiosamente controvertida".
En marzo de 2015 suena el nombre de Dominic Cooper, actor que interpretaba a Howard Stark en 'Capitán América: el primer vengador' y la serie 'Agente Carter', para ser el protagonista de la adaptación a la pequeña pantalla del cómic de culto de Garth Ennis y Steve Dillon. 'Predicador' ('Preacher' en su versión original) es una producción de Sony Pictures Television y AMC Studios desarrollada por Sam Catlin (“Breaking Bad”), Seth Rogen y Evan Goldberg (Juerga hasta el fin, Superfumados). El capítulo piloto ha sido escrito por Sam Catlin. Rogen y Goldberg se barajan como posibles directores del mismo.
En 2016 se estrenó la serie que tuvo 4 temporadas: Preacher.

## Premios y nominaciones
- 1997  Premio Haxtur  al Guion a Garth Ennis por Predicador # 1 y 2 en el  Salón Internacional del Cómic del Principado de Asturias  Gijón.
- 1997 Premio Haxtur a la Mejor Historieta Larga a Predicador # 1 y 2 de Garth Ennis  y Steve Dillon.
- 1999 Premio Haxtur al mejor Dibujo a Steve Dillon por "Predicador Camino al Sur".
- 1999 Premio Haxtur al Finalista más Votado a "Predicador Sangre y Whisky" de Garth Ennis  y Steve Dillon.
- 2000 Premio Haxtur a la Mejor Portada a Glenn Fabry por "Predicador y llegó el infierno # 2 "

## Enlaces
- Predicador: Provocación y gamberrismo - Artículo sobre la obra